# Catalina Guerra
Catalina Guerra Münchmeyer (née le 19 août 1969 à Santiago) est une actrice chilienne.

## Filmographie
| Films | Films                                     | Films              | Films |
| Année | Titre                                     | Rôle               |       |
| ----- | ----------------------------------------- | ------------------ | ----- |
| 1992  | Los agentes de la KGB también se enamoran |                    |       |
| 1998  | Gringuito                                 | Camila             |       |
| 1998  | Cielo ciego                               | Malena             |       |
| 2003  | Sexo con amor                             | Angélica           |       |
| 2006  | Padre Nuestro                             | Prostituta         |       |
| 2007  | Normal con Alas                           | Pía Hamilton       |       |
| 2008  | Muñeca                                    | Mamá de Pedro      |       |
| 2009  | Teresa                                    | Luz Victoria Montt |       |
| 2009  | El baile de la Victoria                   | Viuda              |       |
| 2009  | Super, todo chile adentro                 | Clienta Standard   |       |

## Télévision

### Telenovelas
| Telenovelas | Telenovelas           | Telenovelas             | Telenovelas |
| Année       | Titre                 | Rôle                    | Chaîne      |
| ----------- | --------------------- | ----------------------- | ----------- |
| 1990        | Acércate más          | Anita                   | Canal 13    |
| 1991        | Ellas por Ellas       | Myriam                  | Canal 13    |
| 1992        | Fácil de amar         | Amanda                  | Canal 13    |
| 1993        | Doble Juego           | Guacolda                | Canal 13    |
| 1994        | Top Secret            | Carolina Mena           | Canal 13    |
| 1995        | Amor a domicilio      | Fernanda Valdés         | Canal 13    |
| 1996        | Adrenalina            | Francisca Undurraga     | Canal 13    |
| 1997        | Playa Salvaje         | Paulina Cáceres         | Canal 13    |
| 1999        | Aquelarre             | Silvana Montes          | TVN         |
| 2000        | Santo ladrón          | Paula Meza              | TVN         |
| 2001        | Amores de Mercado     | Antonia Altamira        | TVN         |
| 2002        | Purasangre            | Margot Rebolledo        | TVN         |
| 2003        | Pecadores             | Sofía Montejo           | TVN         |
| 2004        | Destinos Cruzados     | Maribel Menchaca        | TVN         |
| 2005        | 17                    | Marcela                 | TVN         |
| 2005        | Los Treinta           | Karen Irigoyen          | TVN         |
| 2006        | Cómplices             | Marcia Otero            | TVN         |
| 2006        | Amor en tiempo récord | Mané Belmar             | TVN         |
| 2007        | Corazón de María      | Lucía Collado           | TVN         |
| 2010        | Mujeres de lujo       | Angelica Vargas / Perla | Chilevisión |
| 2010        | Primera dama          | Bruna San Juan          | Canal 13    |
| 2012        | Soltera otra vez      | Milena Simunovic        | Canal 13    |
| 2013        | Las Vega's            | Rocío Muñoz             | Canal 13    |
| 2013        | Soltera otra vez 2    | Milena Simunovic        | Canal 13    |
| 2014        | Chipe libre           | Antonieta Hernández     | Canal 13    |

### Séries et unitaires
| Séries télévisées | Séries télévisées            | Séries télévisées     | Séries télévisées |
| Année             | Titre                        | Rôle                  | Chaîne            |
| ----------------- | ---------------------------- | --------------------- | ----------------- |
| 1994              | Soltero a la medida          | Mónica Pérez          | Canal 13          |
| 2005              | Tiempo Final: El tiempo real | Pamela                | TVN               |
| 2006              | JPT: Justicia Para Todos     | Rebeca                | TVN               |
| 2007              | Hotel para Dos               |                       | TVN               |
| 2008              | Camera Café                  | Victoria Valdivieso   | Mega              |
| 2008              | Comedor de Diario            | Eva Klein             | Vía X             |
| 2009              | Mis años grossos             | Victoria "Vicky" Lara | Chilevisión       |

### Émissions de télévision
| Année | Titre       | Rôle            | Chaîne |
| ----- | ----------- | --------------- | ------ |
| 2001  | Oveja Negra | Plusieurs rôles | TVN    |
| 2004  | Pasiones    | Panéliste       | TVN    |

### Sources
- (es) Cet article est partiellement ou en totalité issu de l’article de Wikipédia en espagnol intitulé « Catalina Guerra » (voir la liste des auteurs).